# FAM47E-STBD1
FAM47E-STBD1‏ (Family with sequence similarity 47 member E) هوَ بروتين يُشَفر بواسطة جين FAM47E-STBD1 في الإنسان.